# 笑翠鳥
笑翠鳥（學名：Dacelo novaeguineae），又稱為笑鴗，是澳大利亞的一種鳥類，鳴聲很像人類狂笑的聲音而得名。笑翠鳥是翠鳥科，腹部灰白交間，長尾，喙大而有力，喜歡吃老鼠以及類似大小的哺乳動物、大昆蟲、蜥蜴、小鳥、蛙和蛇。笑翠鸟主要生活在于澳大利亚东部大陆，但也已被引入到紐西兰，塔斯马尼亚和西澳大利亚的部分地区。